# Poteau
Poteau é uma cidade localizada no estado norte-americano de Oklahoma, no Condado de Le Flore.

## Demografia
Segundo o censo norte-americano de 2000, a sua população era de 7939 habitantes.
Em 2006, foi estimada uma população de 8304, um aumento de 365 (4.6%).

## Geografia
De acordo com o United States Census Bureau tem uma área de
82,0 km², dos quais 74,2 km² cobertos por terra e 7,8 km² cobertos por água.

## Localidades na vizinhança
O diagrama seguinte representa as localidades num raio de 16 km ao redor de Poteau.